# NGC 501
NGC 501 (PGC 5082, GC 284) je eliptická galaxie v souhvězdí Ryb. Od Země je vzdálená přibližně 224 milionů světelných let, její zdánlivá jasnost je 14,5m, úhlová velikost 0,5′×0,5′.

## Historie objevu
John Dreyer, tvůrce katalogu NGC, připisuje objev této galaxie Williamovi Parsonsovi, avšak poznamenává, že mnoho z jeho nárokovaných objevů provedl některý z jeho asistentů. V případě NGC 501 objev učinil 28. října 1856 irský astronom R. J. Mitchell 72 palcovým zrcadlovým dalekohledem Williama Parsonse na hradě Birr v hrabství Offaly v Irsku. 
V katalogu NGC je objekt popsán jako „velmi slabý, malý, (E v Birr diagramu)“.